# Płock-Diadem

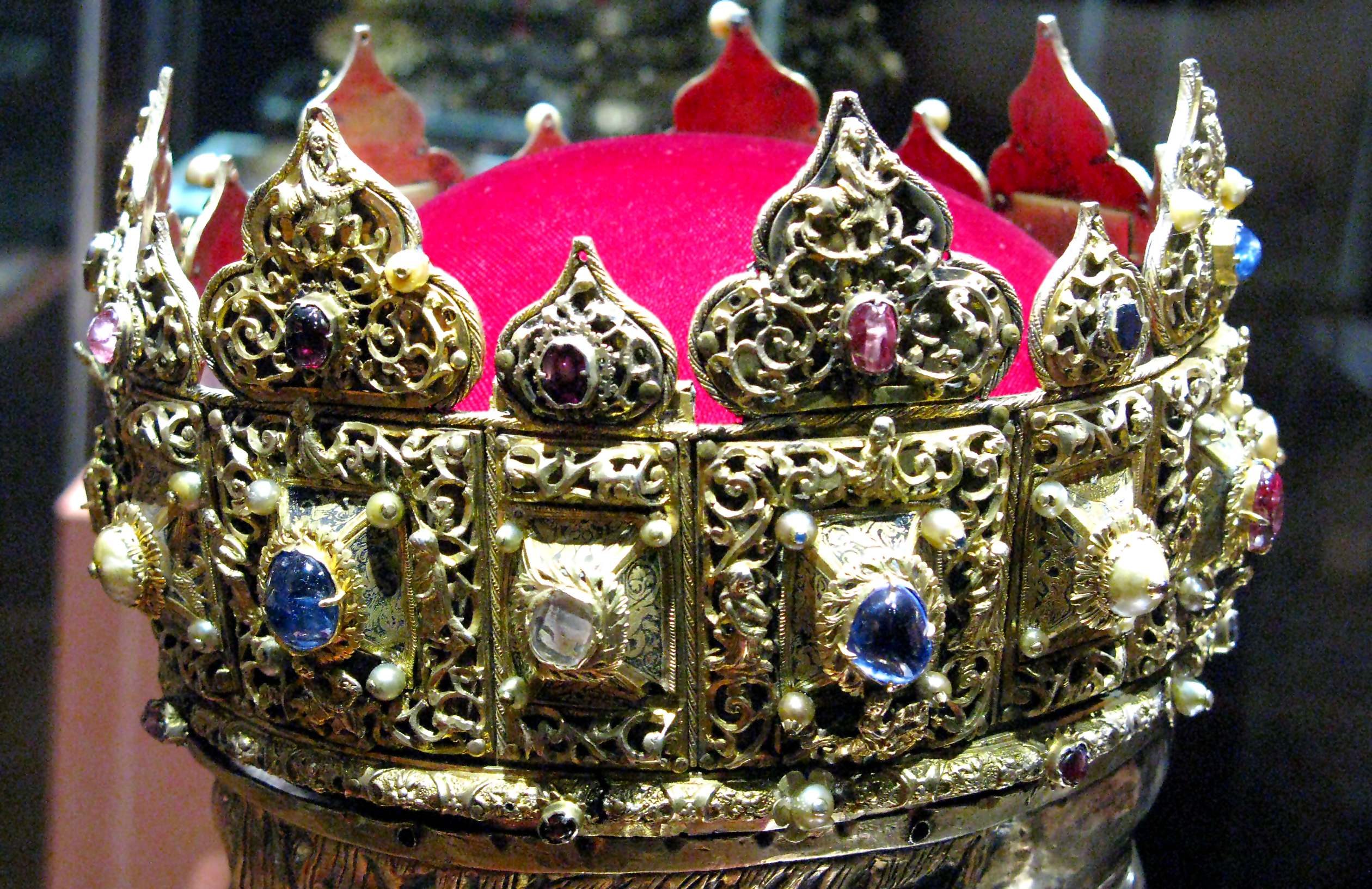
Diadem von Płock

Bei dem Płock-Diadem handelt es sich um eine spätromanische Königskrone, die zu den Polnischen Kronjuwelen gehört. Das Diadem wurde wahrscheinlich im frühen 13. Jahrhundert in Ungarn gefertigt und kam mit einer der ungarischen Prinzessinnen, die Herzöge aus der Dynastie der Piasten heirateten, nach Polen. Die Krone soll im Besitz von Konrad von Masowien gewesen sein. Einer seiner Nachfolger übergab sie dem Domschatz der Kathedrale von Płock. 1601 befestigte sie der Goldschmied Stanisław Zemelka auf dem gotischen Reliquiar des Heiligen Sigismund, das Kasimir der Große dem Domschatz gestiftet hatte. Es befindet sich heute im Diözesanmuseum Płock.